# André Hansell
André Hansell, född 21 juni 1984 i Mariehamn, Åland, är före detta vänsterback i IFK Mariehamn och spelare i FF Jaro i Jakobstad. Provspelade våren 2007 för allsvenska Djurgårdens IF men fick inget kontrakt.